# Cholonge
Cholonge és un municipi francès situat al departament de la Isèra i a la regió d'Alvèrnia-Roine-Alps. L'any 2007 tenia 305 habitants.

## Demografia

### Població
El 2007 la població de fet de Cholonge era de 305 persones. Hi havia 118 famílies de les quals 30 eren unipersonals (13 homes vivint sols i 17 dones vivint soles), 34 parelles sense fills, 50 parelles amb fills i 4 famílies monoparentals amb fills.
La població ha evolucionat segons el següent gràfic:
Habitants censats

### Habitatges
El 2007 hi havia 188 habitatges, 118 eren l'habitatge principal de la família, 59 eren segones residències i 11 estaven desocupats. 163 eren cases i 22 eren apartaments. Dels 118 habitatges principals, 76 estaven ocupats pels seus propietaris, 32 estaven llogats i ocupats pels llogaters i 11 estaven cedits a títol gratuït; 4 tenien una cambra, 8 en tenien dues, 17 en tenien tres, 28 en tenien quatre i 60 en tenien cinc o més. 97 habitatges disposaven pel capbaix d'una plaça de pàrquing. A 45 habitatges hi havia un automòbil i a 63 n'hi havia dos o més.

### Piràmide de població
La piràmide de població per edats i sexe el 2009 era:
| Homes | Edats   | Dones |
| ----- | ------- | ----- |
| 0     | 95 o +  | 4     |
| 0     | 90 a 94 | 0     |
| 0     | 85 a 89 | 4     |
| 4     | 80 a 84 | 0     |
| 0     | 75 a 79 | 0     |
| 4     | 70 a 74 | 12    |
| 12    | 65 a 69 | 0     |
| 0     | 60 a 64 | 4     |
| 4     | 55 a 59 | 8     |
| 12    | 50 a 54 | 0     |
| 12    | 45 a 49 | 8     |
| 0     | 40 a 44 | 0     |
| 12    | 35 a 39 | 8     |
| 12    | 30 a 34 | 12    |
| 16    | 25 a 29 | 8     |
| 4     | 20 a 24 | 4     |
| 0     | 15 a 19 | 0     |
| 0     | 10 a 14 | 0     |
| 4     | 5 a 9   | 12    |
| 4     | 0 a 4   | 8     |

## Economia
El 2007 la població en edat de treballar era de 197 persones, 148 eren actives i 49 eren inactives. De les 148 persones actives 138 estaven ocupades (78 homes i 60 dones) i 10 estaven aturades (6 homes i 4 dones). De les 49 persones inactives 19 estaven jubilades, 13 estaven estudiant i 17 estaven classificades com a «altres inactius».

### Ingressos
El 2009 a Cholonge hi havia 118 unitats fiscals que integraven 313 persones, la mediana anual d'ingressos fiscals per persona era de 18.504 €.

### Activitats econòmiques
Dels 13 establiments que hi havia el 2007, 1 era d'una empresa de fabricació d'altres productes industrials, 1 d'una empresa de construcció, 2 d'empreses de comerç i reparació d'automòbils, 1 d'una empresa d'hostatgeria i restauració, 4 d'empreses de serveis, 2 d'entitats de l'administració pública i 2 d'empreses classificades com a «altres activitats de serveis».
Dels 2 establiments de servei als particulars que hi havia el 2009, 1 era una empresa de construcció i 1 restaurant.
L'any 2000 a Cholonge hi havia 9 explotacions agrícoles que ocupaven un total de 420 hectàrees.

## Equipaments sanitaris i escolars
El 2009 hi havia una escola elemental integrada dins d'un grup escolar amb les comunes properes formant una escola dispersa.

## Poblacions més properes
El següent diagrama mostra les poblacions més properes.